# Seimone Augustus
Seimone Delicia Augustus (Baton Rouge, Luisiana, 30 de abril de 1984) es una exjugadora y entrenadora de baloncesto estadounidense, que es asistente en Los Angeles Sparks de la Asociación Nacional de Baloncesto Femenino (WNBA).
Fue elegida en primer lugar por las Minnesota Lynx en el draft de 2006, pero a excepción de su última temporada en 2020 con las Sparks, jugó toda su carrera con Minnesota. Augustus, ocho veces All-Star y MVP de las finales de 2008, lideró a las Lynx a cuatro campeonatos de la WNBA. Augustus es una de las caras más reconocibles de la WNBA.
Además de en la WNBA, jugó en la selección nacional de Estados Unidos y en el extranjero con el Dynamo Kursk.
En 2020, se retiró como jugadora y se convirtió en entrenadora asistente de las Sparks para la temporada 2021.

## Trayectoria
Augustus nació en Baton Rouge, Louisiana; es hija de Seymore y Kim Augustus.
Antes de comenzar en el instituto, Augustus ya apareció en la primera página de Sports Illustrated for Women, con un titular que rezaba, "Is She the Next Michael Jordan?" (¿Es la nueva Michael Jordan?) Augustus jugó para el Capitol High School en Baton Rouge, Louisiana, donde fue nombrada WBCA All-American. Participó en los juegos WBCA High School All-America Game de 2002, en los que anotó catorce puntos, y consiguió una distinción.
Durante su carrera universitaria con las LSU Lady Tigers, la dos veces All-American ganó el Naismith College Player of the Year, Wooden Award y el Wade Trophy en 2005 y 2006 mientras capitaneó a las LSU a tres finales consecutivas. Las Lady Tigers sin embargo, nunca pasaron de las semifinales.  Tuvo una media de 19.3 puntos, 5.2 rebotes y 2 asistencias por juego durante su carrera universitaria.
El último año, ganó el Lowe's Senior CLASS Award, que la reconocía como la jugadora de baloncesto más senior del país. Augustus se licención en la Louisiana State University en 2006. Su camiseta con el número treinta y tres (33) fue retirada por el LSU el 9 de enero de 2010, convirtiéndola en la primera atleta femenina de la historia universitaria en recibir semejante reconocimiento.
En enero de 2023, se convirtión en la primera atleta femenina de la historia de la universidad en tener una estatua en el campus de su universidad; la estatua se encuentra frente al centro de entrenamiento de la universidad, junto a las estatuas de  Bob Pettit, Shaquille O'Neal, y Pete Maravich, que también jugaron por el LSU.
Augustus también jugó con su futura compañera de equipo WNBA Sylvia Fowles mientras estaba en la universidad.

## Carrera en el extranjero
Durante las temporadas bajas de la WNBA de 2006–07 y 2007–08, Augustos jugó para el club Dynamo Moscow en Russia.
Durante la temporada baja de la WNBA de 2008–09, Augustus jugó en la Eurocopa de baloncesto para el Galatasaray, de Turquía. Volvió a jugar para el Galatasaray durante la temporada baja de 2010-11.
A partir de 2013, Augustus jugó durante tres temporadas bajas consecutivas para el Dynamo Kursk de la Liga Rusa de Baloncesto Femenino.

### Premios y reconocimientos
- 2004—Ganadora del Honda Sports Award de baloncesto[17][18]
- 2005—Ganadora del Honda Sports Award de baloncesto[17]
- 2007–08 Ganadora del Turkish Presidents Cup junto alGalatasaray[19]
- 2008–09 Ganadora de la Eurocopa de la FIBA con el Galatasaray[20]
- 2008–09 Nombrada MVP (Jugadora más valiosa) de la Eurocopa de la FIBA con el Galatasaray

## Carrera internacional
Augustus es miembro del equipo femenino de baloncesto de EE. UU. y ganadora de la medalla de Oro en las Olimpiadas de 2008, 2012 y 2016.
Augustus fue invitada al campo de entrenamiento del Equipo Nacional de Baloncesto de EEUU en otoño de 2009. El equipo que iba a jugar el Campeonato Mundial de la FIBA de 2010 y las olimpiadas de 2012 Olympics normalmente se elegiría de las participantes en esta sesión. Al finalizar el entrenamiento, el equipo viajó a Ekaterinburg, en Rusia, donde compitieron en una competición como invitadas en 2009. Aunque Augustus no se clasificó para el campeonato mundical, si fue seleccionada para su segunda Olimpiada. Finalmente también fue seleccionada para la Copa Mundial de Baloncesto de 2014, junto con sus compañeras de universidad Moore y Whalen, con quienes los EE. UU. ganaron la medalla de oro.

## Vida personal
En abril de 2010, fue operada en el Hospital Fairview Southdale para extirparle los fibromas, una cirugía que tanto su madre y su abuela habían sido sometidas. Si bien se le extirpó el útero durante la operación, sus ovarios se dejaron intactos, por lo que puede tener hijos a través de una posible madre sustituta gestacional. Ella ha dicho que quiere tener hijos algún día.
Augustus es abiertamente lesbiana. Esta actualmente comprometida con LaTaya Varner a partir de mayo de 2012, y ambas se casaron en Hawaii en 2015. En octubre de 2018, la pareja se divorció. Augustus es prima del antiguo jugador del Mississippi State Kodi Augustus.